# Aage Jacobæus
Aage Christian Jacobæus (født 22. marts 1883 i Horsens, død oktober 1962) var en dansk mæcen og kunstsamler, bror til Holger Wilhelm Jacobæus.
Aage Jacobæus var søn af rektor i Århus Erik Jacobæus og Anna Elisabeth f. Sølling. Han var cand.mag. og cand.theol. og arbejdede som lektor ved Bornholms Amts Gymnasium. Han opbyggede i sit hjem i Rønne en væsentlig kunstsamling af modernistisk kunst, der omfattede værker af Pablo Picasso, André Derain og J.F. Willumsen. Han er portrætteret af Olaf Rude (1928). I 1934 blev hans samling solgt på auktion.
Han ejede fra 1925 til 1934 det værk af Derain, Paysage à l'Estaque (1906), der var centrum i sagen om bedrageri mod direktøren for Ellekilde Auktioner A/S.
Maleriet er gengivet bag Jacobæus på Rudes portræt.

## Omtale
- Preben Juul Madsen: Sagen om et formodet maleri af André Derain, 2011. ISBN 978-87-994032-0-2